# Hidehiko Yoshida
Hidehiko Yoshida (japanska: 吉田秀彦), född 3 september 1969 i Obu, är en japansk guldmedaljör i judo och före detta MMA-utövare som bland annat har tävlat i PRIDE.

## Meriter
- Judo
  - VM i judo 78 kg tredje plats (1991)
  - Barcelona Olympiska Spelen 78 kg Guld (1992)
  - VM i judo 78 kg andra plats (1993)
  - VM i judo 86 kg andra plats (1995)
  - Atlanta Olympiska Spelen 86 kg femte plats (1996)
  - VM i judo 90 kg guld (1999)